# Luigi de Crecchio
Luigi de Crecchio (Lanciano, 11 settembre 1832 – Napoli, 3 dicembre 1894) è stato un politico italiano.
Fu senatore del Regno d'Italia nella XVIII legislatura.

## Biografia
Luigi de Crecchio nasce a Lanciano l'11 settembre 1832 da Giuseppe e Giovannina Borga, quarto di dieci figli (era zio di Raffaele Paolucci da parte di madre, Rachele de Crecchio, figlia di Antonino). 
Compiuti i primi studi approda alla Facoltà di Medicina a Napoli; laureatosi il 26 settembre 1856 a soli ventiquattro anni, inizia un percorso al fianco di uno scelto numero di medici che cambia il volto dell'Ateneo Partenopeo.
Con Decreto Ministeriale del 13 novembre 1861 viene incaricato all'insegnamento della Medicina Legale, nuova scienza di cui diviene il precursore ed il codificatore.
I suoi interessi non solo scientifici, i legami di amicizia con gran parte degli intellettuali napoletani, uniti al suo grande spirito umanitario lo spingono a far parte, con Luigi Settembrini nel 1863, del Comitato di Napoli per la raccolta dei soccorsi da inviare al popolo Ungherese che in quei giorni patisce la fame.
Nello stesso anno inizia a pubblicare i suoi studi sulla rivista Il Morgagni collaborando alla redazione col suo direttore Salvatore Tommasi.
È un periodo di grande impegno che lo vede protagonista come socio della Regia Accademia Medico Chirurgica, socio della Società dei Medici e Naturalisti, corrispondente del Reale Istituto di Incoraggiamento ed onorario dell'Accademia Pontaniana.
Le sue ricerche sperimentali, commentate e riportate su Il Morgagni, influenzano numerosi studenti a seguirlo, e gli facilitano la stesura di dispense, pubblicate dal maggio 1871 al 1875, che poi si traducono in un testo di più ampio respiro: Lezioni di Medicina Legale.
Tra il 1872 ed il 1878 assume l'incarico di Professore Straordinario, viene eletto Deputato a rappresentare la Destra storica nel collegio di Lanciano e Chieti, poi Professore Ordinario nella disciplina della Medicina Legale.
Fondato l'Istituto di Medicina Legale, nel 1879 ne diviene Direttore; e nel 1888 da Preside della Facoltà di Medicina si interessa non solo delle direttive, ma si fa anche promotore per la costruzione di locali atti ad ospitare nuovi Gabinetti per le sperimentazioni.
L'indiscusso valore professionale, la chiara abnegazione gli valgono la nomina, nel luglio 1891, a Rettore dell'Università di Napoli.
A corollario del suo impegno politico come deputato del Regno, su proposta del prefetto di Napoli Ferdinando Martini, fu nominato dal re senatore del Regno durante la XVIII legislatura.
Nel 1894, fonda e dirige il Giornale di Medicina Legale dove le sue tesi e quelle di altri collaboratori, formatisi alla sua scuola, trovano un breve spazio divulgativo poiché a soli sessantadue anni, il 3 dicembre dello stesso anno, Luigi de Crecchio muore a Napoli sua città d'elezione.
I suoi resti mortali sono nella cappella di famiglia in Lanciano, nel cimitero pubblico. Il Comune negli anni '20 gli ha intitolato una targa in marmo con rilievi in bronzo (il busto, le palme di alloro di coronamento, un libro aperto con una serpe, i caratteri delle lettere della dedica), collocato accanto l'ingresso di Palazzo De Crecchio in via dei Frentani. Una strada principale del quartiere Novecentesco della Fiera a Lanciano, porta il suo nome.

## Palazzo De Crecchio di Lanciano

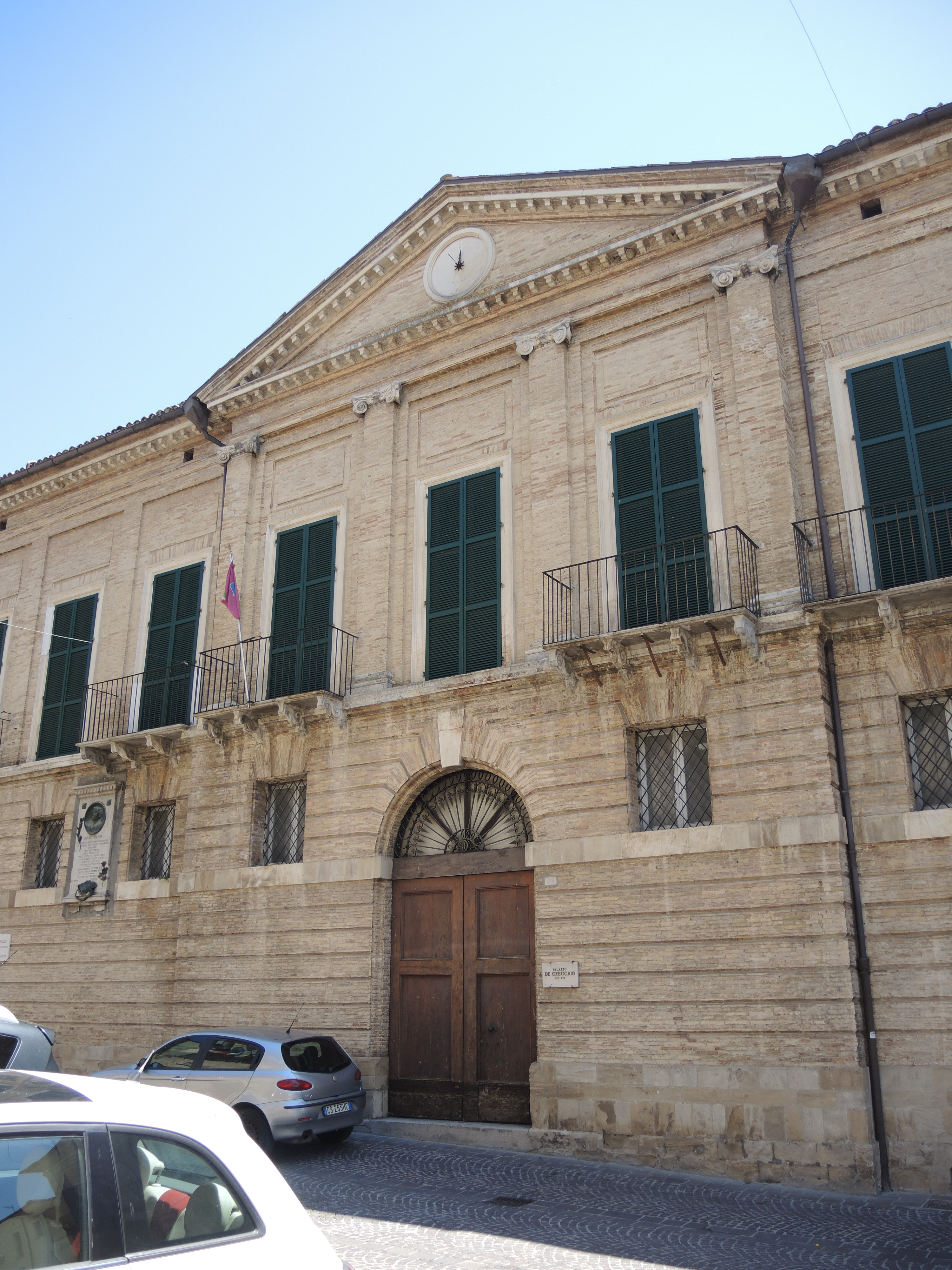
Veduta di palazzo De Crecchio, con la targa commemorativa a Luigi De Crecchio

Il palazzo fu costruito nel XVIII secolo nel quartiere Lancianovecchia, nella salita dalla Piazza Plebiscito nella Via dei Frentani. Il palazzo ha un corpo centrale rettangolare che si suddivide in due braccia laterali scandite in due settori da cornici marcapiano. Ha due entrate su un lato e sul corpo principale. Il tetto è decorato al centro da un architrave a capanna con orologio meridiana. Sul fianco a sinistra vi è una lapide commemorativa per Luigi De Crecchio. Il palazzo ha pianta rettangolare i cui estremi dei lati si ampliano formando una C.
Tali braccia sono visibili dalla via dei Bastioni e contengono un portico con giardino di palme, che viene usato in estate per incontri culturali e a settembre durante la festa del Mastrogiurato per tiri con l'arco in stile medievale. Parte del palazzo oggi è residenza privata, ma altri locali e l'ingresso monumentale con colonne sono utilizzati per incontri di cultura, teatro, mentre alcuni appartenenti sono uffici turistici e aziendali della Regione Abruzzo. Il palazzo è realizzato in muratura, travertino e bugnato.

## Opere
- Sulla fondazione di Istituti medico - legali, in “Il Morgagni. Giornale di scienze mediche”, dir. Salvatore Tommasi, 4, (1862), p. 73 e seguenti.

- Rendiconto dell'insegnamento della Medicina Legale nella Università di Napoli per l'anno scolastico 1862/63, in “Il Morgagni. Giornale di scienze mediche”, dir. Salvatore Tommasi, 5, (1863), p. 536-541.

- Sopra un caso di apparenze virili in una donna, in “Il Morgagni. Giornale indirizzato al progresso della medicina”, dir. Salvatore Tommasi, 7, (1865), p. 151-189.

- Della morte per freddo. Studii esperimentali intorno agli effetti della congelazione sull'economia animale (parte I, parte II e parte III), in “Il Morgagni. Giornale indirizzato al progresso della medicina”, dir. Salvatore Tommasi, 8, (1866), p. 497-515, p. 697-716 e p. 737-771.

- Sopra un nuovo indirizzo da darsi all'insegnamento ed alla pratica della Medicina Legale, in “Il Morgagni. Giornale indirizzato al progresso della medicina”, dir. Salvatore Tommasi, 9, (1867), p. 621-641.

- Storia clinica di una paralisi per freddo e Le leggi Italiane e la medicina, in “Il Morgagni. Giornale indirizzato al progresso della medicina”, dir. Salvatore Tommasi, 10, (1868), p. 39-44 e p. 781-799.

- Perizie, revisioni e consulti medico - legali: Infanticidio e Che influenza ha esercitato lo spavento nel produrre la morte? e Autopsia. Morte per veleno o altrimenti? e Infanticidio. Vi fu violenza o no?, in “Il Morgagni. Giornale indirizzato al progresso della medicina”, dir. Salvatore Tommasi, 11, (1869), p. 482-503, p. 647-651, p. 697-702 e p. 887-892.
- Perizie, revisioni e consulti medico - legali: Qual è lo stato mentale di B? Qual era al tempo dell'azione incriminata? e Morte per peritonite traumatica od altrimenti? Morte per colpo d'arma da fuoco e Morte per tentato aborto criminoso? Morte per rottura spontanea di ascesso epatico o per conseguenze di ferite? Morte per conseguenza di pleuropolmonite traumatica ovvero per pretesa febbre gastrica? e Inquisizione di macchie sospette di sangue e Morte in seguito di manovre ostetriche abortive o no? e Morte naturale o in seguito a percosse, in “Il Morgagni. Giornale indirizzato al progresso della medicina”, dir. Salvatore Tommasi, 12, (1870), p. 38-46, p. 112-121, p. 244-257, p. 340-351, p. 508-517 e p. 843-847.
- Lezioni di Medicina Legale secondo i codici del Regno d'Italia, 2 voll., Napoli, Tipografia Italiana Liceo V. E. al Mercatello, 1871/74, vol. 1, pp. XVI-439, vol. 2, p. 248 .
- Perizie, revisioni, consulti medico - legali e corrispondenze: Morte per ferite o altrimenti? e Morte per embolismo dell'arteria pulmonare? e Deturpamento permanente e Infanticidio e Sulle alienazioni della mente in generale, in “Il Morgagni. Giornale indirizzato al progresso della medicina”, dir. Salvatore Tommasi, 13, (1871), p. 154-161, p. 259-265, p. 323-327, p. 712-727 e p. 836-849.
- Casistica medico legale. Raccolta di casi pratici, Napoli, 1872.
- Corrispondenze e memorie originali: Sulle alienazioni della mente e I cristalli di emina nel riconoscimento delle macchie di sangue, in “Il Morgagni. Giornale indirizzato al progresso della medicina”, dir. Salvatore Tommasi, 14, (1872), p. 124-142 e p. 230-231.
- Avvelenamento per alcali, in “Enciclopedia medica italiana, redatta colla collaborazione di valenti medici e chirurghi”, dir. Salvatore Tommasi e Arnaldo Cantani, vol. I - pt. I, Milano, Dottor Francesco Vallardi Tipografo Editore, [1873], p. 615-619.
- Gl'Istituti Scientifici della Regia Università di Napoli, in “Il Morgagni. Giornale indirizzato al progresso della medicina”, dir. Salvatore Tommasi, 19, (1877), p. 960-965.
- Progetto di legge sull'intervento del Prof. di Medicina Legale nel raccogliere le prove generiche nei giudizi penali, Reggio Emilia, Tipografia di Stefano Calderini e Figlio, 1879.
- Intorno la Facoltà di Medicina della Regia Università di Napoli, Napoli, Leonardo Vallardi Editore, 1880.
- Istituto di Medicina Legale e sala necroscopica giudiziaria, in “Notizie intorno alla origine, formazione e stato presente della Regia Università di Napoli per l'Esposizione Nazionale di Torino nel 1884”, Napoli, Tipografia dell'Accademia Reale delle Scienze, 1884, p. 103-109.
- Istituto di Medicina Legale e sala necroscopica giudiziaria della Regia Università di Napoli, Napoli, Tipografia dell'Accademia Reale delle Scienze, 1884.
- La nuova Università di Napoli, Napoli, Domenico Morano Editore, 1891.
- Perizie e corrispondenze: Sfregio e deformazione eSopra un caso di avvelenamento per rame (parte I e parte II), in ”Giornale di medicina legale”, dir. Luigi de Crecchio, 1, (1894), n. 1, p. 3-8, n. 3, p. 97-110 e p. 155-160, n. 5, p. 209-221 e n. 6, p. 257-271.